# Pseudopaludicola canga
Pseudopaludicola canga är en groddjursart som beskrevs av Ariovaldo Antonio Giaretta och Marcelo N. de C. Kokubum 2003. Pseudopaludicola canga ingår i släktet Pseudopaludicola och familjen Leiuperidae. IUCN kategoriserar arten globalt som otillräckligt studerad. Inga underarter finns listade i Catalogue of Life.